# ×Crepidiastrixeris denticulatoplatyphylla
Crepidiastrixeris denticulatoplatyphylla là một loài thực vật có hoa trong họ Cúc. Loài này được (Makino) Kitam. mô tả khoa học đầu tiên năm 1937.